# Saria (Film)
Saria ist ein US-amerikanischer Kurzfilm von Bryan Buckley aus dem Jahr 2019. Das Filmdrama basiert auf der wahren Geschichte eines Brandes in einem guatemaltekischen Waisenhaus am 8. März 2017.

## Handlung
Die Schwestern Saria und Ximena leben in einem Waisenhaus zusammen mit zahlreichen anderen Jugendlichen unter extrem schlechten Bedingungen. Neben den mangelhaften hygienischen Zuständen herrscht auch Arbeitszwang. Nachts werden einige der Mädchen vergewaltigt. Am Valentinstag 2017 will Ximena einen Jungen im grünen T-Shirt treffen. Ihre Bettwanzen-Bisse überdeckt sie mit gefundenem Make-up. Vorher enthüllt Saria ihren Plan. Eines Tages will sie mit Ximena zusammen aus dem Waisenhaus bis nach Nordamerika fliehen.
Der Tag beginnt ansonsten wie immer. Die Jugendlichen müssen arbeiten und anschließend werden sie unterrichtet. In der despotisch organisierten Schule wird Saria aufmüpfig, als die Nonne von Valentinus erzählt. Zur Strafe muss sie die Toiletten wischen. Dabei entdeckt sie eine kleine Spinne, die sie in die Freiheit entlässt. Durch das Fenster sieht sie, wie Ximena mit dem Jungen im grünen Shirt redet. Kurz darauf erscheint die Wärterin, die Saria zur Vergewaltigung freigibt.
Geschändet kommt Saria zurück in den Schlafsaal, wo Ximena sich um sie kümmert. Unter der Dusche erzählt sie von Appo, so heißt der Junge im grünen Shirt. Dieser will bei dem Fluchtplan mithelfen. Saria ist zunächst skeptisch, doch am 7. März organisieren Mädchen- und Jungsblock einen gemeinsamen Aufstand, der zur Flucht führt. Dabei verschont Saria die Wärterin, die sie vergewaltigen ließ. Appo, Saria und Ximena gelingt zunächst die Flucht, doch sie werden später wieder eingefangen.
Alle Mädchen werden in eine kleine Kammer gebracht und dort gefangen gehalten. Dabei entzündet eines der Mädchen ein Feuer, das alle 41 Mädchen tötet, während die Wärterin auf ihrem Handy spielt.
Vor dem Abspann werden alle 41 Namen eingeblendet.

## Realer Fall
Der reale Fall ereignete sich am 8. März 2017 im Kinder- und Jugendheim Virgen de la Asunción in der Nähe von Guatemala-Stadt. Die Daten aus dem Film stimmen überein. Nach einem gescheiterten Fluchtversuch starben 41 Mädchen bei einem Feuer in dem kleinen Raum, in den sie gesperrt wurden. Die Türen wurden erst geöffnet, als die Mädchen schon tot waren. Obwohl es zu einer Anklage gegen die aufsichtsführenden Personen kam, wurde niemand verurteilt.

## Hintergrund
Bryan Buckley war schockiert, als er einen Artikel in der New York Times über den Vorfall las, und begann sich in den Fall einzulesen. Schließlich beschloss er einen Kurzfilm zu drehen. Die Darsteller castete er in einem Waisenhaus in Mexiko-Stadt. Die Mädchen waren mit dem Fall vertraut. Er engagierte Diana Lein als Schauspiellehrerin, um die schauspielunerfahrenen Mädchen anzuleiten.

## Rezeption
Der Film wurde bei der Oscarverleihung 2020 als Bester Kurzfilm nominiert, verlor aber gegen Das Fenster gegenüber. Für Buckley, war es nach Asad bei der Oscarverleihung 2013 bereits die zweite Nominierung.